# Conrad (Montana)
Conrad es una ciudad ubicada en el condado de Pondera en el estado estadounidense de Montana. En el Censo de 2010 tenía una población de 2570 habitantes y una densidad poblacional de 791,29 personas por km².

## Geografía
Conrad se encuentra ubicada en las coordenadas 48°10′25″N 111°56′49″O / 48.17361, -111.94694. Según la Oficina del Censo de los Estados Unidos, Conrad tiene una superficie total de 3.25 km², de la cual 3.25 km² corresponden a tierra firme y (0%) 0 km² es agua.

## Demografía
Según el censo de 2010, había 2570 personas residiendo en Conrad. La densidad de población era de 791,29 hab./km². De los 2570 habitantes, Conrad estaba compuesto por el 95.06% blancos, el 0.23% eran afroamericanos, el 1.79% eran amerindios, el 0.27% eran asiáticos, el 0% eran isleños del Pacífico, el 0.23% eran de otras razas y el 2.41% pertenecían a dos o más razas. Del total de la población el 1.52% eran hispanos o latinos de cualquier raza.